# 第九行星
第九行星（英語：Planet Nine）是位於太陽系外圍的假想行星。它的引力效應可以解釋一組極端海王星外天體軌道的特殊聚集，這些天體位於海王星之外，繞太陽運行的平均距離是地球的250倍以上。這些極端海王星外天體往往在一個扇形區內最接近太陽，其軌道也有類似的傾斜。這些排列表明，一顆未被發現的行星可能正在引導已知最遙遠的太陽系天體的軌道。儘管如此，一些天文學家仍對這一結論提出了質疑，並斷言這是由於在一年中的大部分時間裏發現和跟踪這些天體的困難，因此是由於觀測偏差造成極端海王星外天體軌道的聚集。
基於早期的估計，這顆假設的超級地球大小的行星的質量是地球的五到十倍，距離太陽的細長軌道是地球的400到800倍。2021年，科學家對軌道的估計進行了改進，得出了較小的半長軸為380+140
−80 AU。此後不久更新為460 +160
−100 AU。康斯坦丁·貝蒂金和麥克·布朗提出，第九行星可能是一顆巨行星的核心，該行星在太陽系起源期間被木星從其原始軌道拋出。其他人提出這顆行星是從另一顆恆星捕獲的，之前是一顆星際行星；或者它在遙遠的軌道上形成，並被一顆經過的恆星拉入偏心軌道。
儘管廣域紅外線巡天探測衛星（WISE）和泛星計劃等巡天都沒有探測到第九行星，但它們並沒有排除在外太陽系中存在海王星直徑的天體。過去的這些巡天探測第九行星的能力取決於它的位置和特徵。正在使用NEOWISE和8米昴星團望遠鏡對其餘區域進行進一步調查。除非觀測到第九行星，否則它的存在純屬猜測。已經提出了幾種替代假設來解釋觀察到的海王星外天體（TNO）的聚集。

## 歷史
在1846年海王星的發現之後，有相當多的猜測認為有可能另一顆行星存在於其軌道之外。其中最著名的理論預測了一顆遙遠行星的存在，這顆行星正在影響天王星和海王星的軌道。經過廣泛的計算，帕西瓦爾·羅威爾預測了這顆假想的跨海王星行星的可能軌道和位置，並於1906年開始對其進行廣泛的蒐索。他將這個假想物體稱為「X行星」；這個名字之前曾被加布裏埃爾·達利特英語：。克萊德·湯博繼續了羅威爾的搜尋，並於1930年發現冥王星，但很快就被確定為太小，不符合羅威爾的X行星的資格。1989年航海家2號飛越海王星後，天王星的預測軌道和觀測軌道之間的差異被確定是由於使用了以前不準確的海王星質量。
通過軌道擾動等間接手段探測海王星以外的行星的嘗試可以追溯到發現冥王星之前。其中第一位是喬治·福布斯 (科學家)，他在1880年假設存在兩顆跨海王星行星。第一顆與太陽的平均距離或半長軸為100 天文單位（AU），是地球的100倍，第二顆將具有 300 AU 的半長軸。他的工作被認為與最近的第九行星理論相似，因為行星將負責幾個物體軌道的群集，在這種情況下，週期性彗星的遠日點距離的群集接近100和300天文單位。這類似於木星族彗星在其軌道附近群集。
2004年，發現軌道特殊的小行星賽德娜，導致人們猜測它遇到了一個巨大的天體，而不是已知的任何行星之一。賽德娜的軌道是獨立軌道，近日點距離為76天文單位，因此即使通過近日點時也不會受到海王星引力影響其軌跡的海王星外天體。有幾位作者提出，賽德娜是在遇到一個巨大的天體後進入這個軌道的，例如遙遠軌道上的未知行星，與形成太陽的疏散星團的成員，或後來經過太陽系附近的另一顆恆星。2014年3月，在類似的軌道上發現了第二個近日點距離為80天文單位的類賽德娜天體，2012 VP113，這再次引發了人們的猜測，即遙遠的太陽系中仍然存在一個未知的超級地球。
在2012年的一次會議上，羅德尼·戈麥斯（英語：Rodney Gomes）提出：一顆未被發現的行星負責一些軌道獨立的ETNO的軌道，並且有著巨大半長軸的半人馬小行星，而這些太陽系小天體們穿過巨行星的軌道。擬議的海王星質量行星將位於遙遠（1500 AU）、偏心（離心率 0.4）和傾斜（傾角 ：40°）的軌道上。像第九行星一樣，它會導致半長軸大於300天文單位的物體的近日點振盪，將一些送入行星交叉軌道，而另一些則進入像賽德娜這樣的獨立軌道。戈麥斯、蘇亞雷斯（英語：Soares）和布拉瑟（英語：Brasser）在2015年發表了一篇文章，詳細介紹了他們的論點。
2014年，天文學家查德·楚希羅和史考特·桑德·雪柏注意到賽德娜和2012 VP113以及其它幾個ETNO的軌道相似。他們提出，一顆位於200至300天文單位之間圓形軌道上的未知行星正在擾亂它們的軌道。那年晚些時候，勞爾和卡洛斯·德拉富恩特·馬科斯認為，軌道共振中的兩顆大質量行星是產生如此多軌道的相似性所必需的，當時已知有13顆獨立軌道的小行星。使用39顆ETNO的更大樣本，他們估計較近的行星的半長軸在300-400天文單位範圍內，離心率相對較低，傾角接近14度。

## 巴蒂金和布朗的假說

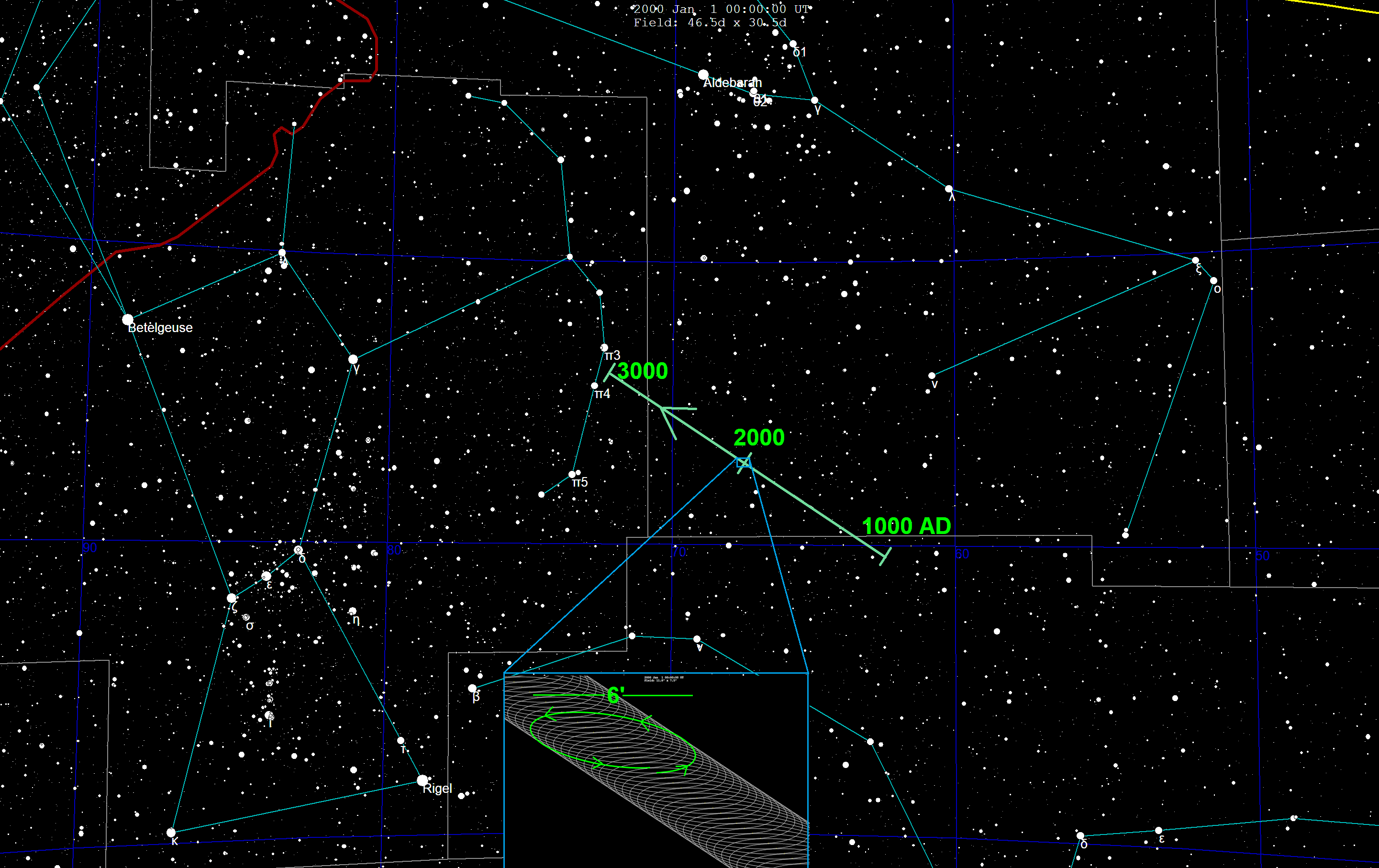
一條依據假想的第九行星遠日點推導出，由西向東穿過獵戶座的路徑。它源自布朗的部落格上的意境構思。

2016年初，加州理工學院的芭蒂金和布朗描述了第九行星如何解釋六個ETNO的相似軌道，並提出了該行星可能的軌道。這個假說也可以解釋軌道垂直於內行星的ETNOs和其它有極端傾斜的小行星，並被作為對太陽旋轉軸傾斜的解釋。

### 軌道
最初假設第九行星以橢圓軌道繞太陽運行，偏心率為0.2到0.5，其半長軸估計為400到800 AU，大約是海王星到太陽距離的13到26倍。這顆行星需要10,000到20,000年的時間才能繞太陽運行一個完整的軌道，並且它與地球軌道平面黃道的傾角預計為15° to 25°。遠日點，即或離太陽最遠的點，將位於金牛座，而近日點是離太陽最近的點，將位於巨蛇座（頭）、蛇夫座或天秤座。布朗認為，如果第九行星存在，那麼使用動力彈弓軌跡可以在短短20年內到達它。

### 質量和半徑
據估計，這顆行星的質量是地球的5到10倍，半徑是地球的2到4倍。布朗認為，如果第九行星存在，它的質量足以在45億年（太陽系的年齡）裡清除其軌道，以它的引力支配著太陽系的外緣，這足以使它符合成為行星的當前定義 。天文學家讓-呂克·瑪戈特（Jean-Luc Margot）也表示，第九行星符合它的標準，如果它被探測到，將有資格成為一顆行星。

### 起源
已經研究了第九行星的幾種可能起源，包括它從已知巨行星附近拋射，從另一顆恆星捕獲，以及「原位形成」。在他們最初的文章中，巴蒂金和布朗提出，第九行星在離太陽更近的地方形成，並在星雲時代與木星或土星近距離接觸後，被拋射到遙遠的偏心軌道。然後，要麼是附近恆星的引力，要麼是來自太陽星雲的氣態殘餘物的拖曳降低了其軌道的偏心率。這個過程提高了它的近日點，使它不受其他行星的影響，處於一個非常寬闊但穩定的軌道上。
據估計，這種情況發生的幾率僅為百分之幾。如果它沒有被扔進太陽系最遠的地方，第九行星可能會從原行星盤中吸積更多的質量，並發展成氣態巨行星或冰巨行星的核心。相對的，它的增長很早就停止了，使它的質量低於天王星或海王星。
來自巨大的小行星帶的動態摩擦也可能使第九行星被捕獲到一個穩定的軌道上。最近的模型表明，60–130M🜨的小行星盤可能是在氣體從原行星盤的外部清除時形成的。當第九行星穿過這個圓盤時，它的引力會改變單個物體的路徑，從而降低第九行星相對於它的速度。這將降低第九行星的離心率並穩定其軌道。如果這個圓盤有一個遙遠的內邊緣，即100–200天文單位，一顆遇到海王星的行星將有20%的幾率在與第九行星相似的軌道上被捕獲，如果內緣在200天文單位，更有可能觀測到軌道的群集。與氣態星雲不同，小行星盤可能已經存在很長時間，因此可能允許後來的捕獲。
與另一顆恆星的相遇也可能改變遙遠行星的軌道，將其從圓形軌道轉變為偏心軌道。在這個距離上「原位」形成一顆行星需要一個非常巨大和廣泛的圓盤，或者固體在消散的盤中向外漂移，形成一個狹窄的環，行星從這個環中吸積了十億年。如果一顆行星在太陽處於其原始星團中時，在如此遠的距離上形成，那麼它在高度偏心的軌道上與太陽保持束縛的概率約為10%。然而，當太陽仍然在它形成的疏散星團中時，任何延伸的圓盤都會受到經過的恆星引力破壞和光蒸發造成質量的損失。
第九行星可能是在太陽和另一顆恆星近距離接觸中，從太陽系外捕獲的。如果一顆行星在圍繞這顆恆星的遙遠軌道上，三體在相遇期間的相互作用可能會改變行星的路徑，使其處於圍繞太陽的穩定軌道上。一顆起源於沒有木星質量行星系統中的行星，可能會在遙遠的偏心軌道上停留更長的時間，從而增加其被捕獲的機會。更廣泛的可能軌道範圍將使它在相對低傾角軌道上被捕獲的幾率降低到1-2%。Amir Siraj和Avi Loeb發現，如果太陽曾經有一個遙遠的、質量相等的聯星伴星，那麼太陽奪取第九行星的幾率就會增加20倍。這個過程也可能發生在星際行星上，但它們被捕獲的可能性要小得多，只有0.05-0.10%被捕獲在類似於第九行星的軌道上。

### 證據
第九行星的引力影響可以解釋太陽系的四個特點：
- 極端海王星外天體軌道的群集；
- 像賽德娜這樣的天體的高近日點，它們是獨立，不受海王星的影響；
- 極端海王星外天體的高傾角，其軌道大致垂直於八顆已知行星的軌道；
- 半長軸小於100 AU的高傾角海王星外天體（TNO）。

第九行星最初被提出來解釋軌道的群集，通過一種機制來解釋像賽德娜這樣的天體的高近日點。其中一些天體演變成垂直軌道是出乎意料的，但發現與先前觀察到的天體相匹配。後來發現，當其它行星被納入模擬時，一些具有垂直軌道的物體的軌道會向較小的半長軸方向演化。儘管已經為這些特性提供了許多其它機制，但第九行星的引力影響是唯一可以解釋所有四種現象的機制。然而，第九行星的引力也會增加穿過其軌道的其它物體的傾角，這可能會留下離散盤的物體，即在海王星之外軌道運行，半長軸大於50天文單位的天體，以及傾角分佈比觀測到的更寬的短週期彗星。在此之前，第九行星被假設為太陽自轉軸相對於行星軌道傾斜 6 度的原因，但最近對其預測軌道和質量的更新將這種偏移限制在〜1度。

#### 觀測：高近日點天體的軌道群集

該圖說明瞭天體的真實異常、近心點的論點、升交點的經度和傾角。

特魯希略和謝潑德最早描述了具有大半長軸的海王星外天體軌道的群集，他們注意到賽德娜和類賽德娜的2012 VP113軌道之間的相似性。如果沒有第九行星的存在，這些軌道應該是隨機分佈的，沒有偏好任何方向。經過進一步分析，特魯希略和謝潑德觀察到，近日點大於30 AU且半長軸大於150 AU的12個海王星外天體的近日點參數聚集在零度附近，這意味著當它們最接近太陽時，它們會升至黃道上方。特魯希略和謝潑德提出，這種排列是由海王星以外的一顆巨大的未知行星通過古在機制引起的。對於具有相似半長軸的物體，古在機制會將其近日點的論點限制在接近0度或180度。這種限制允許具有偏心和傾斜軌道的物體避免靠近行星，因為它們會在距離太陽最近和最遠的點之間穿過行星軌道的平面，並在它們遠高於或低於其軌道時穿過行星的軌道。特魯希略和謝潑德關於這些物體如何通過古在機制對齊的假設，已被進一步的分析和證據所取代。
巴蒂金和布朗試圖反駁特魯希略和謝潑德提出的機制，還檢查了具有大半長軸的海王星外天體的軌道。在排除了特魯希略和謝潑德的原始分析中由於接近海王星而不穩定，或受到海王星平均運動共振影響的物體後，巴蒂金和布朗確定其餘六個物體的近日點論點（賽德娜、2012 VP113、小行星474640、2010 GB174、2000 CR105、和2010 VZ98）被群集在一起，大約在318°±8°。這一發現與古在機制如何傾向於將軌道與近日點在0°或180°的論點對齊不一致。

六個遙遠的海王星外天體之間的軌道相關性導致了這一假設。（參見：最終幀軌道。）

巴蒂金和布朗還發現，半長軸大於250 AU和近日點超過30 AU的六個ETNO的軌道（賽德娜、2012 VP113、Alicanto、2010 GB174、2007 TG422、和2013 RF98），它們在空間上與它們的近日點方向大致相同，導致它們的近日點黃經的群集，這是它們最接近太陽的位置。這六個天體的軌道也相對於黃道的軌道傾斜，並且大約共面，產生了它們的升交點黃經的群集，即它們各自通過黃道上升的方向。他們確定這種對齊組合是偶然的只有0.007%的可能性。 這六個天體是通過六架望遠鏡的六次不同調查發現的。這使得群集不太可能是由於觀察偏差造成的，例如將望遠鏡指向天空的特定部分。觀測到的群集應該在幾億年後被抹去，因為近日點和升交點的位置發生了變化，或者恆星進動，由於它們的半長軸和偏心率不同，它們以不同的速率變化。這表明群集不可能是由於遙遠的過去的事件造成的， 例如，一顆路過的恆星，並且很可能由繞太陽運行物體的引力場維持。
六顆天體中的兩顆（2013 RF98和Alicanto）也具有非常相似的軌道和光譜。這導致了一種建議，即它們是在與遙遠物體相遇時在遠日點附近被破壞的聯星天體。 聯星的破壞需要相對近距離的相遇，但這在離太陽很遠的地方變得不太可能。
在後來的一篇文章中，特魯希略和謝潑德指出了近日點的經度與半長軸大於150天文單位的海王星外天體的近日點幅角之間的相關性。近日點經度為 0–120° 的近日點參數在280° 到360° 之間，近日點經度在180° 和 340° 之間的參數在0° 和40° 之間。該相關性的統計學意義為99.99%。他們認為，這種相關性是由於這些物體的軌道通過其軌道上方或下方來避免接近大質量行星。
卡洛斯和勞爾·德拉富恩特·馬科斯在2017年的一篇文章中指出，到ETNO升交點的距離分佈，以及半人馬小行星和具有大半長軸的彗星的距離分佈可能是雙峰。他們認為這是由於ETNO避免接近半長軸為300-400天文單位的行星。隨著數據的增加（40個物件），ETNO的相互節點距離分佈顯示出最短的相互升交點和降交點距離之間存在統計學上的顯著不對稱性，這可能不是由於觀測偏差，而可能是外部擾動的結果。

#### 模擬：再現觀察到的群集
極端海王星外天體軌道的群集和近日點的升高在包括第九行星在內的模擬中再現。在巴蒂金和布朗進行的模擬中，以隨機方向開始的半長軸高達550 AU的離散盤天體群被雕刻成空間受限軌道的近似共線和共面群的高度偏心軌道上。 這使得大多數天體的近日點指向相似的方向，並且天體的軌道具有相似的傾斜度。這些天體中有許多進入了像賽德娜這樣的高近日點軌道，出乎意料的是，有些進入了垂直軌道。巴蒂金和布朗後來注意到這些軌道以前被觀測到過。
在他們最初的分析中，巴蒂金和布朗發現，在使用10個地球質量的模擬中，最好的再現前六個極端海王星外天體的軌道分佈{{efn-ua|巴蒂金和布朗提供了質量的一個數量級估計。
- 如果「M」等於0.1地球質量，那麼動力學演化將以異常緩慢的速度進行，太陽系的壽命可能不足以進行所需的軌道雕刻。
- 如果「M」等於1地球質量，那麼長壽命拱點的反對齊軌道確實會發生，但不穩定軌道的移除將發生在比太陽系當前演化更長的時間尺度上。因此，即使它們會表現出對特定拱點方向的偏好，它們也不會像數據那樣表現出真正的侷限性。
- 他們還指出，「M」大於10地球質量意味著半長軸更長。因此，他們估計該天體的質量可能在5到15M🜨。位於以下軌道的行星：[F]
- 半長軸「a」 ≈ 700 AU（軌道週期 7001.5=18,520 年）
- 離心率 「e」 ≈  0.6，（近日點 ≈ 280 AU， 遠日點 ≈ 1,120 AU）
- 傾角「i」 ≈ 對黃道傾角30°
- 升交點黃經「Ω」 ≈ 100°.[G]
- 近心點幅角「ω」 ≈ 140° 和近心點經度「ω」= 240°[68]。

第九行星的這些參數對海王星外天體產生了不同的模擬效果。半長軸大於250天文單位的天體與第九行星強烈反對齊，近日點與第九行星的近日點相對。半長軸在150 AU到250 天文單位之間的天體與第九行星弱對齊，近日點與第九行星的近日點方向相同。半長軸小於150天文單位的天體幾乎沒有受到影響。模擬還顯示，半長軸大於250 AU，如果它們的偏心度較低，就可以有穩定、對齊的軌道。這些天體尚待觀察。
還研究了第九行星的其它可能軌道，其半長軸在400 AU和1500 AU之間，離心率高達0.8，軌道傾角範圍很廣。這些軌道產生了不同的結果。巴蒂金和布朗發現，如果第九行星有更高的傾角，極端海王星外天體的軌道更有可能有類似的傾角，但反對齊也會减少。Becker等人的模擬表明，如果第九行星的離心率較小，它們的軌道會更穩定，但在離心率較高的情况下，反對齊的可能性更大。勞勒等人發現，如果第九行星的軌道是圓形的，那麼與第九行星發生軌道共振時捕獲的天體會更小，到達高傾角軌道的天體也會更少。Cáceres等人的研究表明，如果第九行星的近日點軌道較低，極端海王星外天體的軌道會更好地對齊，但其近日點需要高於90 AU。巴蒂金等人後來的研究發現，更高的離心率軌道降低了極端海王星外天體軌道的平均傾斜。 雖然第九行星的軌道參數和質量有很多可能的組合，但沒有一種替代模擬能更好地預測觀測到的原始極端海王星外天體的排列。更多遙遠太陽系天體的發現將使天文學家能够對這顆假設行星的軌道做出更準確的預測。這些也可能為第九行星假說提供進一步的支持或反駁。
包括巨行星遷移在內的模擬導致極端海王星外天體軌道的排列較弱。對齊的方向也發生了變化，隨著半長軸的增加，從更對齊變為反對齊，隨著近日點距離的增加，也從反對齊變為對齊。後者將導致螺線管的軌道與大多數其它極端海王星外天體相反。

#### 動力學：第九行星如何改變極端海王星外天體的軌道
第九行星通過一系列效應改變了極端海王星外天體的軌道。在很長的時間尺度上，第九行星對極端海王星外天體的軌道施加力矩，該力矩隨其軌道與第九行星的對齊而變化。由此產生的角動量交換導致近日點上升，將它們置於類似塞德納的軌道上，然後下降，在數億年後使它們回到原來的軌道。當它們的離心率很小時，它們的近日點方向的運動也會反轉，使物體保持反對齊，見圖上的藍色曲線，或對齊的紅色曲線。在較短的時間尺度上，與第九行星的運動共振提供了相位保護，通過略微改變天體的半長軸來穩定它們的軌道，使它們的軌道與第九行星同步，並防止近距離接近。海王星和其他巨行星的引力，以及第九行星軌道的傾斜，減弱了這種保護。這導致了天體在共振之間跳躍時，半長軸的混沌變化，包括百萬年時間尺度上的高階共振，如27:17。如果極端海王星外天體和第九行星都在傾斜軌道上，那麼平均運動共振對於它們的生存可能不是必要的。天體的軌道極點圍繞太陽系拉普拉斯平面的極點進動。在大的半長軸上，拉普拉斯平面向第九行星軌道的平面彎曲。這導致極端海王星外天體的軌道極點平均向一側傾斜，並且使其升交點的經度群集。

#### 具有大半長軸的垂直軌道中的天體
第九行星可以將極端海王星外天體送入大致垂直於黃道的軌道。已經觀測到幾個傾角大於50°、半長軸大於250 AU的天體。當一些低傾角的極端海王星外天體在到達低離心率軌道時與第九行星形成長期共振時，就會產生這些軌道。共振導致它們的離心率和傾角增加，將極端海王星外天體輸送到具有低近日點的垂直軌道上，在那裡它們更容易被觀測到。然後，極端海王星外天體演變成具有較低離心率的逆行軌道，之後它們經過第二階段的高離心率垂直軌道，然後返回低離心率和傾斜軌道。與第九行星的長期共振涉及軌道參數和近日點經度的線性組合：Δϖ – 2ω。與谷在機制不同，這種共振導致物體在幾乎垂直的軌道上達到最大離心率。在巴蒂金和莫比德利進行的模擬中，這種進化相對常見，38%的穩定物體至少經歷過一次。當它們到達低近日點時，這些天體的近日點論點群集在第九行星的附近或對面，它們的昇交點經度群集在距離第九行星任一方向90°左右。這與觀測結果大致一致，這些觀測結果的差異歸因於與已知巨行星的遙遠相遇。

#### 高傾角天體的軌道
半長軸小於100天文單位的高傾角極端海王星外天體族群可能是由第九行星和其它巨行星的共同作用產生的。進入垂直軌道的極端海王星外天體的近日點足够小，其軌道可以與海王星或其他巨行星的軌道相交。與其中一顆行星的相遇可以將極端海王星外天體的半長軸降低到100 AU以下，在那裡，物體的軌道不再由第九行星控制，使其軌道類似2008 KV42。預測這些天體中壽命最長的天體軌道分佈是不均勻的。大多數軌道的近日點在5 AU到35 AU之間，傾角在110°以下；在一個幾乎沒有天體的間隙之外，將是其它傾斜度接近150°和近10 AU的物體。以前有人提出這些物體起源於歐特雲。歐特雲是理論上在2,000到200,000天文單位的距離上圍繞太陽的冰星子。然而，在沒有第九行星的模擬中，歐特雲產生的數量與觀測結果相比不足。一些高傾角的海王星外天體可能會變成逆行的木星特洛伊 。

#### 歐特雲和彗星
第九行星將改變彗星的來源區和傾角分佈。在尼斯模型描述的巨行星遷移的模擬中，當包括第九行星時，歐特雲中捕獲的物體較少。其它天體將被捕獲在由第九行星動態控制的天體雲中。這顆第九行星雲由極端海王星外天體和垂直天體組成，將天體的半長軸範圍,從200天文單位延伸到3000天文單位，並包含大約0.3-0.4個地球質量。當第九行星雲中天體的近日點下降到足以與其它的行星相遇時，一些天體會分散到進入太陽系內部的軌道上，在那裡它們可以成為彗星被觀測到。如果第九行星存在，將大約佔哈雷型彗星數量的三分之一。與第九行星的相互作用也會增加穿過其軌道的離散盤天體的軌道傾角。木星族彗星也比觀測到的具有更廣泛的傾角分佈。最近對第九行星較小質量和離心率的估計將減少其對這些傾角的影響。

#### 2019年估計
2019年2月，符合半長軸超過250天文單位的原始假設的極端海王星外天體總數已增加到14個：
- 半長軸400–500 AU;
- 軌道離心率 0.15–0.3;
- 軌道傾角〜 20°;
- 質量約為地球質量的5倍。

#### 2021年估計
2021年8月，巴蒂金和布朗重新分析了與極端海王星外天體觀測相關的數據，同時考慮了觀測偏差，他們發現在某些方向上觀測的可能性比其他方向更大。他們表示，觀察到的軌道群集「在99.6%的置信水準下仍然很重要」。將觀測偏差與數值模擬相結合，他們預測了第九行星的特徵：
- 半長軸380+140
−80 AU（300–520 AU）;
- 近日點300+85
−60 AU (240–385 AU);
- 軌道傾角 16+5
−° (11°–21°);
- 質量6.2+2.2
−1.3地球質量（8.4M⊕–4.9M⊕）。

### 接受度
巴蒂金在解釋為他和布朗的研究文章開發的模擬結果時很謹慎，他說：「在第九行星被相機捕捉到之前，它不算是真實的。我們現在所擁有的只是一個回聲。」。2016年，布朗認為第九行星存在的幾率約為90%。格雷戈里·勞克林是為數不多的提前知道這篇文章的研究人員之一，他給出了68.3%的估計。其他持懷疑態度的科學家需要更多的數據來分析額外的古柏帶天體或通過照片確認的最終證據。布朗，雖然承認懷疑論者的觀點，但仍然認為有足夠的數據來尋找新行星。
第九行星假說得到了幾位天文學家和學者的支援。2016年1月，美國國家航空暨太空總署科學任務局局長吉姆·格林說：「現在的證據比以前更有力。」。但格林也警告說，對於觀測到遙遠的極端海王星外天體的運動，還有其它可能的解釋，並引用卡爾·薩根的話說：「非比尋常的主張需要非比尋常的證據。」。麻省理工學院教授湯瑪斯·萊文森得出結論，就目前而言，第九行星似乎是目前已知的關於太陽系外圍區域唯一能令多數人滿意的解釋。天文學家亞歷山德羅·莫比德利 (天文學家)在《天文學雜誌》（The Astronomical Journal）上評論了這篇研究文章，他對此表示贊同，他說：「我看不出巴蒂金和布朗還能提任何其它的解釋。」。
天文學家雷努·瑪律霍特拉（Renu Malhotra）仍然對第九行星無所知，但她指出，她和她的同事們發現，極端海王星外天體的軌道似乎以一種難以解釋的方式傾斜。她說：「我們看到的翹曲量簡直太瘋狂了，對我來說，這是迄今為止我遇到的關於第九行星最有趣的證據。」。
其他專家則持不同程度的懷疑態度。美國天體物理學家伊桑·西格爾（Ethan Siegel）此前曾推測行星可能是在早期動力學不穩定期間從太陽系中噴射出來的，他對太陽系中是否存在未被發現的行星持懷疑態度。在2018年的一篇文章中，他討論了一項沒有發現極端海王星外天體軌道群集證據的調查，他認為先前觀察到的群集可能是觀測偏差的結果，並聲稱大多數科學家認為第九行星不存在。 行星科學家哈羅德·利維森認為，拋射出的天體最終進入歐特雲內部的幾率只有2%左右，並推測如果一個天體進入了穩定的軌道，那麼許多天體一定已經被拋過了歐特雲。
2020年，根據外太陽系起源調查和暗能量巡天的結果，對第九行星假說產生了進一步的懷疑，OSSOS記錄了800多個跨海王星天體，暗能量調查發現了316個新天體。這兩項調查都調整了觀測偏差，並得出結論：在觀察到的物體中，沒有群集的證據。作者進一步解釋說，幾乎所有天體的軌道都可以用物理現象來解釋，而不是像布朗和巴蒂金所提出的第九顆行星那樣。其中一項研究的作者薩曼莎·勞勒（Samantha Lawler）表示，布朗和巴蒂金提出的第九行星假說「經不起詳細的觀察」，指出800個天體的樣本相較於少得多的14個樣本，量要大得多，而基於上述天體的結論性研究「為時過早」。她進一步解釋說，這些極端軌道的現象可能是由於海王星在太陽系歷史早期向外遷移時的引力掩星造成的。

## 備選假說

### 臨時或巧合的群集
外太陽系調查（OSSOS）的結果表明，觀測到的群集是觀測偏差和小數統計相結合的結果。OSSOS是對具有已知偏差的外太陽系的良好特徵調查，觀測到八顆半長軸大於150天文單位的天體，其軌道方向很寬廣。在考慮了調查的觀測偏差後，沒有看到和Sheppard確定的近日點（ω）群集論點的證據，半長軸最大的天體的軌道方向在統計學上與隨機性一致。佩德羅·伯納迪內利（Pedro Bernardinelli）和他的同事們還發現，暗能量巡天發現的極端海王星外天體的軌道元素沒有顯示出群集的證據。然而，他們也指出，天空覆蓋率和發現的天體數量不足以表明沒有第九行星。當這兩項調查與特魯希略和謝潑德的調查相結合時，也發現了類似的結果。這些結果與邁克·布朗對先前觀察到的極端海王星外天體中發現偏差的分析不同。他發現，在考慮了觀測偏差之後，如果10個已知極端海王星外天體的實際分佈均勻，則只有1.2%的時間可以觀察到近日點經度的群集。當與觀察到的近日點參數群集的幾率相結合時，概率為0.025%。布朗和巴蒂金後來對14個極端海王星外天體的發現偏差進行了分析，確定觀測到的近日點經度和軌道極點位置群集的概率為0.2%。
對在第九行星影響下演化的15個已知天體的模擬也揭示了與觀測結果的差異。 科里·尚克曼（Cory Shankman）和他的同事們將第九行星納入了對15個半長軸大於150天文單位、近日點大於30天文單位的天體的許多複製（具有相似軌道的天體）的模擬中。雖然他們觀察到半長軸大於250天文單位的天體軌道與第九行星相反的軌道對齊，但沒有看到近日點論點的群集。他們的模擬還表明，極端海王星外天體的近日點上升和下降是平穩的，使許多極端海王星外天體的近日點距離在50 AU和70 AU之間，而這些天體沒有被觀測到，並預測還會有許多其它未觀測到的天體。其中包括一個大型高傾角天體，由於大多數觀測結果都是小傾角，這些天體會被遺漏，以及大量近日點是如此遙遠的天體，以至於它們太微弱而無法觀察到。許多天體在遇到其它巨行星後也能被驅逐出太陽系。大量未觀測到的種群和許多天體的丟失導致尚克曼等人估計原始種群的質量是地球質量的數十倍，這就要求在太陽系早期噴出更大的質量。尚克曼等人得出結論，第九行星的存在不太可能，目前觀察到的現有極端海王星外天體的排列是一種暫時現象，隨著更多天體被探測到，這種現象將消失。

### 大容量圓盤中的傾斜不穩定性
安-瑪麗·馬迪根（Ann-Marie Madigan）和邁克爾·麥考特（Michael McCourt）假設，在遙遠的大質量帶（假設稱為Zderic-Madigan或ZM帶）中，傾角不穩定性負責極端海王星外天體近日點論點的對齊。在這種具有高離心率軌道的粒子盤中可能發生傾角不穩定性（e > 0.6）圍繞一個中心天體，如太陽。這個圓盤的自重力會導致它的自發組織，增加物體的傾斜度並對齊近日點的論點，將其形成一個在原始平面上方或下方的圓錐體。這個過程需要更長的時間和足夠大的圓盤質量，大約需要十億年的時間，1-10 地球質量盤。安-瑪麗·馬迪根認為，一些已經發現的海王星外天體，如90377 塞德納和2012 VP113可能是這個圓盤的成員。如果是這樣的話，該地區可能會有數千個類似的天體。邁克·布朗（Mike Brown）認為第九行星是一個更可能的解釋，並指出目前的調查還沒有揭示出足夠大的離散盤來產生「傾角不穩定性」。在包括小行星盤自重力在內的太陽系尼斯模型模擬中，沒有發生傾角不穩定。取而代之的是，模擬產生了物體軌道的快速進動，並且大多數天體在太短的時間尺度上被拋射出來，以至於發生了傾角不穩定。2020年，馬迪根及其同事表明，傾角不穩定性需要20地球質量存在於一個半長軸為幾百天文單位的天體盤中。該圓盤中的傾角不穩定性也可以再現極端海王星外天體的近日點距離中觀察到的間隙，以及在給定足夠時間的傾斜不穩定性後觀察到的近端排列。截至2022年的模擬表明，薇拉·魯賓天文台的時空遺產調查（LSST，Legacy Survey of Space and Time）專案在2024年開始數據收集時，應該能夠提供支援或反對 ZM 帶的有力證據。

### 由一個巨大的圓盤牧養
安特拉尼克·塞菲利安（Antranik Sefilian）和吉哈德·圖馬（Jihad Touma）提出，中等離心率海王星外天體的大質量圓盤是極端海王星外天體經度聚集的原因。這個圓盤將包含10個地球質量的海王星外天體，它們的軌道對齊，半長軸隨著它們的離心率從零到0.165的增加而增加。圓盤的引力效應將抵消巨行星驅動的向前進動，從而保持其單個物體的軌道方向。具有高離心率天體的軌道，例如觀測到的極端海王星外天體，如果它們的軌道與這個圓盤反對齊，則具有大致固定的方位或近日點經度，將是穩定的。儘管布朗認為所提出的圓盤可以解釋觀測到的極端海王星外天體的聚集，但他發現圓盤能够存活在太陽系的整個年齡中是不可能的。巴蒂金認為古柏帶的質量不足以解釋圓盤的形成，並問道：「為什麼原行星盤會在30天文單位附近結束，並在100天文單位以上重新開始？」

### 處於較低離心率軌道的行星
| 天體            | 質心週期 （年） | 比率            |
| --------------- | --------------- | --------------- |
| 2013 GP136      | 1,830           | 9:1             |
| 2000 CR105      | 3,304           | 5:1             |
| 2012 VP113      | 4,300           | 4:1             |
| 474640 Alicanto | 5,900           | 3:1             |
| 2010 GB174      | 6,500           | 5:2             |
| 賽德娜          | ≈ 11,400        | 3:2             |
| 假想的行星      | ≈ 17,000        | 1:1（根據定義） |

第九行星假說包括一組關於行星質量和軌道的預測。另一種假設是預測一顆具有不同軌道參數的行星。雷努·馬爾霍特拉（Renu Malhotra）、凱瑟琳·沃爾克（Kathryn Volk）和王向育（Xianyu Wang）提出，軌道週期最長的四個獨立天體，即近日點距離超過40 AU，和半長軸大於 250 AU，與一顆假設行星的平均運動共振為「n」：1或「n」：2。其它兩顆半長軸大於150 AU的天體，也有可能與這顆行星產生共振。他們提出的行星可能位於離心率較低、低傾角的軌道上，離心率（e）  < 0.18和傾角（i） ≈ 11°。在這種情況下，要求離心率受到避免2010 GB174接近行星的限制。如果極端海王星外天體處於第三類週期軌道，由於它們的近日點論點的平動增强了它們的穩定性，這顆行星可能處於更高傾角的軌道上，具有i ≈ 48°。不同於巴蒂金和布朗，馬爾霍特拉、沃爾克和王沒有具體說明大多數遙遠的獨立天體的軌道會與這顆大質量行星反對齊。

### 古在機制導致的對齊
特魯希略和謝潑德在2014年認為，一顆位於圓形軌道上的大質量行星的平均距離為200 AU和300 AU負責12顆具有大的半長軸的海王星外天體的近日點論點的聚集。特魯希略和謝潑德確定了12顆海王星外天體軌道的近日點論點接近零度的聚集，其中近日點大於30 AU和半長軸大於150 AU。之後的數值模擬表明，近日點的論點應該以不同的速度流通，使其在數十億年後隨機化，他們提出，一顆位於數百天文單位圓形軌道上的大質量行星是造成這種聚集的原因。這顆大質量的行星將導致海王星外天體近日點的擺動大約在0°或180° 通過古在機制，使它們的軌道在離行星最近和最遠的近日點和遠日點附近穿過行星軌道的平面。在數值模擬中，包括圓形低傾角軌道上的2–15個地球質量體，200 AU和300 AU賽德娜和2012VP113的近旋面爭論在0°左右校準了數十億年（儘管沒有近日點較小的天體），並在1,500天文單位的高傾角軌道上與海王星質量天體一起經歷了一段時間的平衡。另一個過程，比如一顆經過的恆星，將被要求解釋180°附近沒有近日點論據的天體

## 反響
美國太空總署行星科學部主任吉姆·格林支持麥克·布朗的說法，他認為“現在的證據比之前更強”。但格林警告說，對遙遠海王星外天體觀察到的運動有其他的可能性，並引用卡爾·薩根的話「非凡的主張需要非凡的證據」。
湯姆·萊文森得出的結論是「就目前而言，第九行星似乎是現在所知道的太陽系外圍區域唯一令人滿意的解釋」。亞歷山德羅·莫爾比德利（Alessandro Morbidelli）評論《天文期刊》的研究文章時表示同意，他說「我看不到其他解釋可以取代貝提金和布朗所提出的」。
美國天體物理學家伊森·西格爾對太陽系中存在尚未發現的行星持懷疑態度，但他推測太陽系至少有一顆超級地球，這種星球在其他行星系統中很常見，但尚未在太陽系中被發現。超級地球在太陽系早期的動力不穩定期間可能已經從太陽系中彈出。行星科學家哈爾·萊維森（Hal Levison）認為被彈出太陽系的超級地球最終落入奧爾特雲的可能性僅為2％左右，並推測如果該星球進入穩定的軌道，許多物體必須被拋出奧爾特雲。
天文學家預計，第九行星的發現將有助於人類理解太陽系和其他行星系統形成的過程，了解太陽系的非比尋常——因為其缺乏位於地球與海王星質量之間的行星。

## 註解
1. ↑  據布朗和巴蒂金估計，截至2021年，第九行星的半長軸在360至620天文單位之間；這意味著這顆行星的軌道週期介於6,800（3601.5）至15,400（6201.5）年。
2. ↑  從400 AU延伸到1,000 AU的一系列半長軸在模擬中產生了觀察到的群集[9]。
3. ↑  《紐約客》將第九行星的平均軌道距離納入視角，顯然暗指該雜誌最著名的漫畫之一：「從第九大道看世界（英语：View of the World from 9th Avenue）」： 「如果太陽在第五大道，地球在西邊一個街區，木星將在西邊高速公路上，冥王星將在新澤西州蒙特克雷爾，而新行星將在克利夫蘭附近的某個地方[6]。」
4. ↑  有兩種類型的保護機制是可能的[56]：

  1. 對於「a」和「e」值使得它們只能在近日點（或遠日點）附近遇到行星的天體，這種相遇可以通過高傾角和「ω」大約90°或270°的天體來阻止（即使相遇發生，由於相對速度相對較高，它們也不會對小行星的軌道產生太大影響）。
  2. 當「ω」在0°或180°左右振盪，並且小行星的半長軸接近擾動行星的半長軸時，另一種機制是可行的：在這種情況下°節點交叉總是遠離行星本身，發生在近日點和遠日點附近，前提是偏心率足夠高並且行星的軌道幾乎是圓形的。
5. ↑  對於具有較大半長軸和傾角以及較小偏心率的物體，進動速率較慢： {\displaystyle {\dot {\varpi }}={\frac {3}{4}}{\sqrt {\frac {GM}{a^{3}}}}{\frac {1}{(1-e^{2})^{2}}}\sum _{k=5}^{8}{\frac {m_{k}a_{k}^{2}}{Ma^{2}}}cos^{2}(i)}
此處的{\displaystyle m_{k}a_{k}}是行星木星穿過海王星的質量和半長軸。
6. ↑  括弧中的計算值。
7. ↑  6個天體的升交點的平均經度約為102°。在後來發表的一篇部落格中，巴蒂金和布朗將他們對升交點經度的估計限制為94°。
8. ↑  文章中的類似圖形在伯斯特（Beust）[74]、巴蒂金和莫比德利（Morbidelli）的文章中[75]。 圖是哈密頓（Hamiltonian）繪的，顯示了具有相等能量的軌道偏心率和取向的組合。如果沒有與第九行星近距離相遇，這將改變軌道的能量，那麼隨著軌道的演變，天體的軌道根數將保持在其中一條曲線上。
9. ↑  在具有半長軸大於150 AU>的八個天體中，OSSOS發現了三個具有Trojillo和Sheppard（2014）先前確定的星團之外的近日點（ω）參數[5]：2015 GT50、2015 KH163、和 2013 UT15[97]。
10. ↑  所有 15 個軌道演化圖的連結包含在文章的檔案版本中.
11. ↑  尚克曼等人估計，這個群體的質量是地球質量的幾十倍，需要從巨行星附近噴出數百到數千個地球質量才能保留下來。在尼斯模型中，估計有20-50個地球質量被噴射出來，在巨行星形成過程中，也有相當大的質量從它們附近噴出。
12. ↑  在平均運動共振中，這通常被稱為（也許是錯誤的）古在機制[119]。
13. ↑  假設這些天體的軌道元素沒有改變，Jílková等人提出，與路過的恆星相遇可能有助於獲得這些天體–被他們稱為類賽德娜天體（與q > 30 和a > 150的極端海王星外天體）。他們還預測，「類賽德娜天體」區域有930個星子，內歐特雲通過同樣的遭遇獲得了約440個星子[122][123]。

## 外部連結
- 维基共享资源上的相關多媒體資源：第九行星
- The Search for Planet Nine （页面存档备份，存于） – Blog by Brown and Batygin
- Hypothetical Planet X （页面存档备份，存于） – NASA Planetary Science Division